# Petersgroden
Petersgroden ist ein Ortsteil der Gemeinde Bockhorn im Landkreis Friesland in Niedersachsen. 

## Lage
Petersgroden liegt direkt an der Deichlinie des Jadebusen und ist der nördlichste Ortsteil der Gemeinde Bockhorn.

## Geschichte
Die Grodensiedlung erhielt ihren Namen von dem gleichnamigen Groden, der ab 1852 eingedeicht wurde. Die Bedeichung der 167 Hektar großen Fläche stellte sich als äußerst schwierig heraus, da die Untergrundverhältnisse besonders schlecht waren. Der ursprünglich mit einer Höhe von 13 Fuß erstellte Deich war bereits 1853 um zwei Fuß abgesackt. 1854 erfolgte daher eine Erhöhung des Deichs auf nun 14 Fuß, die aber bereits 1860 wieder auf 11,5 Fuß abgesackt war, so dass eine erneute Aufhöhung notwendig wurde.